# Polypedilum asurini
Polypedilum asurini är en tvåvingeart som beskrevs av Bidawid 1996. Polypedilum asurini ingår i släktet Polypedilum och familjen fjädermyggor. Inga underarter finns listade i Catalogue of Life.